# Hans Beers
Henri (Hans) Beers (Nieuwer-Amstel (Amstelveen), 29 april 1891 –  Epe, 27 september 1979) was een Nederlandse  knipkunstenaar, kunstschilder, tekenaar, vervaardiger van houtsnedes, linosnijder, wandschilder, boekbandontwerper, ontwerper van glasramen en wandtapijten. 
Hij was werkzaam in Bergen (Noord-Holland) van 1914 tot 1923, in Heemstede (Noord-Holland) van 1923 tot 1927, in Huizen van 1927 tot 1955, en in Epe sedert 1956.
Zijn opleiding genoot hij aan de School voor Kunstnijverheid in Haarlem. Hij was daar leerling van Chris Lebeau en Samuel Jessurun de  Mesquita. In 1927 verzorgde hij een album Hoe heet die vogel voor de koekfabriek Van Delft. In 1941 ontwierp hij een groot wandtapijt voor het nieuwe raadhuis van Huizen, het kleed werd gemaakt in  handweverij de Knipscheer in Laren NH.
Een tentoonstelling van zijn werk werd in 1972 gehouden in Epe.